# 일염화 아이오딘
일염화 아이오딘(iodine monochloride, 분자식 : ICl)은 염소의 아이오딘화물이다. 붉갈색의 형태는 실온에서 녹는다. 왜냐하면 아이오딘과 염소의 전기음성도 차이로, 일염화 아이오딘은 강력한 극성분자가 되며 I+을 생성하기 때문이다.

## 제법
일염화 아이오딘의 제법은 아이오딘과 염소를 1:1의 비율로 섞는 것이다. 화학식은 아래와 같다.
I2 + Cl2 → 2 ICl
염소기체가 아이오딘 결정을 통과하면 갈색 증기의 일염화 아이오딘을 볼 수 있다. 그리고 남은 염소기체가 일염화 아이오딘을 통과하면 삼염화 아이오딘을 생성한다.
2(ICl) + 2Cl2 ⇄ I2Cl6

## 동위체
일염화 아이오딘은 검은 바늘 형태(red by transmitted light)로 존재하고 27.2 °C에서 녹는 α-ICl과 검은색(red-brown by transmitted light) 작은 판 형태의 13.9 °C에서 녹는 β-ICl 의 두 종류의 동위체를 가지고 있다.

## 이용
일염화 아이오딘은 유기합성에서 유용하다. 일염화 아이오딘은 방향족 아이오딘화물을 합성하는데 사용하는 친전자성 아이오딘의 공급원으로 사용된다. 이것은 또한 탄소와 규소 사이의 결합을 끊는 데에도 사용된다.
일염화 아이오딘은 또한 알켄에 포함된 이중결합에 염소와 아이오딘을 첨가하여 할로겐화알칸을 형성한다.
{\displaystyle {\ce {{RCH=CHR'}+ ICl -> RCH(I)-CH(Cl)R'}}}
이러한 반응이 나트륨아자이드가 존재하는 조건에서 일어날 경우, 아이오딘-아자이드(일반식: RCH(I)-CH(N3)R’)가 얻어진다
아세트산에 용해된 일염화 아이오딘을 사용하는 와이즈법은 물질의 아이오딘 값을 결정하는데 사용된다.